# Oldcastle (Meath)
Oldcastle (irlandès: An Seanchaisléan) és un poble del comtat de Meath a la República d'Irlanda. Es troba a 21 kilòmetres de Kells, vora la frontera amb el comtat de Cavan i als peus del turó Sliabh na Caillaigh. Segons el cens del 2006 la població de la vila era de 2.226 habitants.
En els últims anys Oldcastle ha crescut principalment a causa d'una afluència de treballadors d'Europa Oriental per a treballar en els diversos sectors, sobretot mobles, roba de llit i d'avituallament situat a la zona.

## Història
Es diu que Fennor Upper i Lower a Oldcastle van rebre el nom per la filla de la reina Maive, Findabair (Fennor). En la mitologia irlandesa va ser enviada com a ofrena a Cú Chulainn en la seva lluita contra Maive i el seu exèrcit de Connacht. Fou assassinada per Cuchulainn l'àrea va rebre el nom del lloc on va ser assassinada i enterrada.
L'àrea també va ser el lloc de naixement de Sant Oliver Plunkett, l'últim màrtir catòlic irlandès mort a Anglaterra.
Oldcastle és creació del segle xviii de la família Naper que havien rebut parts de la finca dels Plunkett després de les guerres de Cromwell. Sant Oliver Plunkett, arquebisbe d'Armagh del segle xvii que va ser penjat i esquarterat a Tyburn (Londres) el 1681 sota càrrecs falsos, era el membre més famós d'aquesta família.
També va ser el lloc de naixement d'Isaac Jackson, fill d'Anthony Jackson III (qui alguns diuen que era fill d'un petit terratinent cortesà de Carles II, Sir Anthomy Jackson II, de Killingswold Grove, East Yorkshire, Anglaterra) d'Eccleston, Lancashire (Anglaterra), que va morir al proper comtat de Cavan després de 1666. Isaac va ser un dels primers quàquers a Irlanda, igual que el seu pare. Es va traslladar a Ballitore (Kildare), on es va casar i va formar una família nombrosa. La majoria dels seus descendents van emigrar amb els seus pares al comtat de Chester, Pennsilvània, EUA, el 1725.
Oldcastle va patir força durant la Gran Fam Irlandesa i l'emigració posterior. A causa de la continuació de la forma de vida gaèlica al nord de la província, Oldcastle va patir molt més que la zona del sud amb terra cultivable més rica. La classe més pobra vivia on la cultura irlandesa era més forta i fou castigada per la fam i l'emigració. No obstant això, els patrons de la terra visibles avui en dia encara revelen una forta inclinació a l'agricultura pastoral de la cultura gaèlica. Políticament i cultural la zona té una llarga tradició de suport al republicanisme radical, a l'Associació Atlètica Gaèlica i al Comhaltas Ceoltóirí Éireann. Un diari local del 1900 va donar el seu nom a una de les partits polítics irlandesos, Sinn Féin.
En 1961 fou erigit un monument a Oldcastle Square per les Brigades Executives de Meath de la vella federació de l'IRA (1916-1921) en memòria dels comandants Seamus Coogan i Patrick McDonnell que foren morts per les tropes britàniques durant la Guerra Angloirlandesa. El monument en forma de creu fou inaugurat per Sean Dowling cap de la Federació Nacional de l'antic IRA.

## Agermanaments
- Tecumseh (Ontario)